# Aspvaxskinn
Aspvaxskinn (Cabalodontia bresadolae) är en svampart som först beskrevs av Erast Parmasto, och fick sitt nu gällande namn av Piatek 2004. Cabalodontia bresadolae ingår i släktet Cabalodontia och familjen Meruliaceae.   Inga underarter finns listade i Catalogue of Life.
I den svenska databasen Dyntaxa används istället namnet Phlebia bresadolae för samma taxon.  Arten är reproducerande i Sverige.